# Résolution 1462 du Conseil de sécurité des Nations unies
Membres permanents
- Chine
- États-Unis
- France
- Royaume-Uni
- Russie

Membres non permanents
- Allemagne
- Angola
- Bulgarie
- Chili
- Cameroun
- Espagne
- Guinée
- Mexique
- Pakistan
- Syrie

Résolution no 1461 Résolution no 1463
La résolution 1462 du Conseil de sécurité des Nations unies fut adoptée à l'unanimité le 30 janvier 2003. Après avoir réaffirmé toutes les résolutions sur l'Abkhazie et la Géorgie, en particulier la résolution 1427 (de 2002), le Conseil a prorogé le mandat de la Mission d'observation des Nations unies en Géorgie (MONUG) jusqu'au 31 juillet 2003.

## Résolution

### Observations
Dans le préambule de la résolution, le Conseil de sécurité a souligné que l'absence de progrès sur un règlement entre les deux parties était inacceptable. Il a condamné l'abattage d'un hélicoptère de la MONUG en octobre 2001, qui a fait neuf morts, et a déploré que les auteurs de l'attaque n'aient pas été identifiés. Les contributions des forces de maintien de la paix de la MONUG et de la Communauté des États indépendants (CEI) dans la région ont été bien accueillies.

### Contenu
Le Conseil de sécurité a salué les efforts politiques pour résoudre la situation, en particulier les "Principes de base pour la répartition des compétences entre Tbilissi et Soukhoumi" pour faciliter les négociations entre la Géorgie et l'Abkhazie. Il a regretté l'absence de progrès dans les négociations sur le statut politique et le refus de l'Abkhazie de discuter du document, et a appelé les deux parties à surmonter leur méfiance mutuelle. Toutes les violations de l'Accord de 1994 sur le cessez-le-feu et la séparation des forces ont été condamnées. Le Conseil s'est également félicité de l'apaisement des tensions dans la vallée de Kodori et de la signature d'un protocole par les deux parties le 2 avril 2002. Les préoccupations de la population civile ont été notées et la partie géorgienne a été priée de garantir la sécurité des troupes de la MONUG et de la CEI dans la région.
La résolution a exhorté les deux parties à revitaliser le processus de paix, a appelé à des progrès urgents sur les questions relatives aux réfugiés et aux personnes déplacées et a réaffirmé le caractère inacceptable des changements démographiques résultant du conflit. La Géorgie et l'Abkhazie ont été invitées à mettre en œuvre les recommandations d'une mission d'évaluation conjointe dans la région de Gali, l'Abkhazie en particulier étant appelée à améliorer l'application de la loi, à remédier au manque d'instruction des Géorgiens de souche dans leur langue maternelle et à assurer la sécurité des réfugiés de retour.
Le Conseil a de nouveau appelé les deux parties à prendre des mesures pour identifier les responsables de l’abattage d’un hélicoptère de la MONUG en octobre 2001 et s’est félicité des mesures de sauvegarde mises en place depuis le crash de l’hélicoptère. Les deux parties ont également été invitées à se dissocier de la rhétorique militaire et des groupes armés illégaux. Enfin, le Secrétaire général Kofi Annan a été invité à tenir le Conseil régulièrement informé de l’évolution de la situation et à faire un rapport dans les trois mois sur la situation.